# Condylostylus debilis
Condylostylus debilis är en tvåvingeart som beskrevs av Becker 1922. Condylostylus debilis ingår i släktet Condylostylus och familjen styltflugor. Inga underarter finns listade i Catalogue of Life.